# The World Is Mine (manga)
Pour les articles homonymes, voir The World Is Mine.
 (février 2023).
Si vous disposez d'ouvrages ou d'articles de référence ou si vous connaissez des sites web de qualité traitant du thème abordé ici, merci de compléter l'article en donnant les références utiles à sa vérifiabilité et en les liant à la section « Notes et références ».
The World Is Mine (ザ・ワールド・イズ・マイン, Za wārudo izu main) est un manga d'Hideki Arai. Il a été prépublié dans le magazine Weekly Young Sunday de l'éditeur Shogakukan entre 1997 et 2001, et a été compilé en un total de quatorze tomes. En France, le manga est édité en intégralité chez Sakka, branche de Casterman.
Ce manga est sujet à beaucoup de controverses au Japon, en raison de sa violence très crue et de ses personnages très cruels et fait partie des mangas les plus violents édités en France.[réf. nécessaire]

## Synopsis
L'histoire conte les aventures de deux compagnons, Mon-chan et Toshi, dont l'occupation consiste à poser des bombes en forme d'extincteurs, partout où ils passent au Japon. En parallèle, on suit les ravages que provoque un gigantesque ours brun. En apprenant l'existence d'Higumadon, Mon-chan décide de faire un concours pour voir qui de lui ou de l'ours géant est le plus destructeur.

## Personnages principaux
Mon-Chan
Aux allures d'homme préhistorique, primitif, que la société à toujours abandonné depuis sa naissance. Il est d'apparence rustre, des poils recouvrent son dos, partant des épaules et parcourant le long de sa colonne vertébrale, formant une sorte de croix. Il ne se sépare jamais de son ours en peluche qu'il garde constamment près de lui, ce contraste renforce le décalage de sa personnalité, un comportement d'enfant dans le corps d'une bête enragée qui ne contrôle pas ses pulsions. D'une force et d'une résistance surhumaines, il est aussi doté d'un magnétisme naturel, qui le rend mystique et fascinant aux yeux de ceux qui prêtent une oreille attentive aux rares mots qu'il prononce. De plus, c'est un vrai psychopathe sanguinaire.
Toshi
Toshiya Misumi est l'archétype du jeune adulte lambda, mal dans sa peau, se considérant lui-même comme une personne d'ordinaire à en vomir. Il est revanchard, faible, pleurnicheur et n'assume en rien ses actes (du moins, au début...). Mais néanmoins doté d'une intelligence  machiavélique et d'une perspicacité qui lui sauvera la vie plus d'une fois. Il s'intéresse à tout depuis son plus jeune âge, mais a récemment développé une fascination pour l'élaboration de bombes, sans pour autant avoir le courage (ou la "force") de s'en servir. Cette "force", il la trouvera au travers de "Mon-chan". Progressivement il créera un mouvement fanatique consacré à "Mon", qu'il considère comme un être supérieur,  le plaçant à l'égal de dieu. Au contraire de Mon-Chan, il est un psychopathe moins sanguinaire que son partenaire.
Higumadon
Higumadon, est une sorte d'ours brun gigantesque, qui parcourt le Japon tout en décimant la population sur son passage. Il ne semble n'avoir aucun objectif propre, mais son apparition est déclenchée mystérieusement pendant la période où le duo a commencé sa tournée meurtrière. Coïncidence ?  Réponse divine ? Expérience scientifique ratée ?  En tout cas le duo prendra plaisir à organiser une course à l'audience pour déterminer qui sera le plus grand meurtrier. Son nom signifie littéralement Ours Brun.

## Manga

### Réédition
En 2006, l'éditeur Enterbrain a réédité au Japon l'intégralité de la série en 5 volumes de plus de 600 pages chacun. Cette nouvelle édition intègre de nouvelles couvertures, les pages d'ouverture en couleur, un long entretien de l'auteur, des pages inédites, etc.

### Documentation
- Paul Gravett (dir.), « De 1990 à 1999 : The World Is Mine », dans Les 1001 BD qu'il faut avoir lues dans sa vie, Flammarion, 2012 (ISBN 2081277735), p. 677.